# Ellen Albertini Dow
Ellen Albertini Dow est une actrice américaine née le 16 novembre 1913 à Mount Carmel en Pennsylvanie et morte le 4 mai 2015 à Los Angeles en Californie, d'une pneumonie.

## Biographie
Durant son enfance, elle affirma avoir une enfance stricte au sein d'une famille ultra protestante. Son père, Mark, qui fut militaire, participa à la Première Guerre mondiale et mourut exécuté en Allemagne.
Elle est connue pour avoir interprété la fameuse chanson Rapper's Delight du groupe de hip hop The Sugarhill Gang  en 1998, dans le film Wedding Singer : Demain, on se marie !.

## Filmographie

### Cinéma
- 1985 : American Drive-In : Allison
- 1986 : Coup double : la vieille dame
- 1986 : Body Slam : l'organiste
- 1987 : Munchies : la vieille dame
- 1987 : Walk Like a Man : l'organiste
- 1988 : Going to the Chapel : Grand-mère Haldane
- 1990 : Un pourri au paradis : une nonne
- 1990 : Genuine Risk : la réceptionniste
- 1991 : Blood and Concrete : la vieille dame
- 1992 : Les Aventures d'un homme invisible : Mme Coulson
- 1992 : Together : Mme Norton
- 1992 : Sister Act : un nonne du chœur
- 1992 : Space Case : Betsy
- 1993 : Sister Act, acte 2 : une nonne du chœur
- 1994 : Radioland Murders : l'organiste
- 1998 : Wedding Singer : Demain, on se marie ! : Rosie
- 1998 : Carnival of Souls : Mme Meltzer
- 1998 : Studio 54 : Disco Dottie
- 1998 : Docteur Patch : Aggie
- 2000 : Ready to Rumble : Mme MacKenzie
- 2000 : Road Trip : la grand-mère de Barry
- 2001 : Longshot : Mme Fleisher
- 2002 : Les Huit Folles Nuits d'Adam Sandler
- 2005 : Serial noceurs : grand-mère Mary Cleary
- 2005 : Halfway Decent : Mme Kahn
- 2006 : Fat Girls : Mildred
- 2007 : The Blue Hour : Anabella
- 2008 : Lonely Street : Lydia
- 2009 : Without a Paddle : Mme Bessler
- 2010 : The Invited : Natalie Shaw
- 2011 : Not Another Not Another Movie : Rose âgée
- 2012 : She Wants Me : Grand-mère Elma
- 2013 : Frank the Bastard : Dora

### Télévision
- 1986 : La Cinquième Dimension : la vieille dame et Mme Hotchkiss (2 épisodes)
- 1986-1988 : Mr. Belvedere : la vieille dame (2 épisodes)
- 1987 : Les Routes du paradis : Lady (1 épisode)
- 1987 : La Belle et la Bête : Anna Lausch (1 épisode)
- 1988 : Clair de lune : Mme Baer (1 épisode)
- 1988-1991 : Les Craquantes : Sarah, Lillian et Mme Leonard (3 épisodes)
- 1989 : Freddy, le cauchemar de vos nuits : la vieille dame (1 épisode)
- 1989 : Christine Cromwell : Lydia (1 épisode)
- 1990 : Murphy Brown : Tante Belle (1 épisode)
- 1990 : Femmes d'affaires et Dames de cœur : Tight Lips (1 épisode)
- 1990-1994 : La Vie de famille : Mme Ostendorf, Lady âgée, Mme Ferguson et Mlle Gilbert (4 épisodes)
- 1991 : K-9 : Mme Pitman
- 1992 : Les Années coup de cœur : Mme Tambora (1 épisode)
- 1992 : Wings : Debbie (1 épisode)
- 1993 : Code Quantum : grand-mère (1 épisode)
- 1994 : Star Trek : La Nouvelle Génération : Felisa (1 épisode)
- 1995 : Cybill : la vieille dame (1 épisode)
- 1995 : Sister, Sister : Betty (1 épisode)
- 1995 : Junior le terrible 3 : Lila Duvane
- 1995 : Urgences : Mme Riblet (1 épisode)
- 1995 : Seinfeld : Momma (1 épisode)
- 1996 : Ned et Stacey : Mme Porter (3 épisodes)
- 1997 : Murder One : Esther Kettering (1 épisode)
- 1997 : Sabrina, l'apprentie sorcière : la vieille dame (1 épisode)
- 1998 : Clueless : l'infirmière (1 épisode)
- 1998 : Une nounou d'enfer : la mère de Wendell Kent (1 épisode)
- 1999 : Arliss : Amelia (1 épisode)
- 1999 : Voilà ! : Mme Gallo (1 épisode)
- 2000 : Good Versus Evil : Spooky Eleanor (1 épisode)
- 2000 : Nikki : Mlle Marie (1 épisode)
- 2001 : Will et Grace : Sylvia Walker (1 épisode)
- 2001 : Amy : Mme Powel (1 épisode)
- 2001-2002 : Maybe It's Me : Grand-mère Harriet Krupp (22 épisodes)
- 2003 : Oui, chérie ! : Grand-mère Nan (1 épisode)
- 2005 : Scrubs : Betty (1 épisode)
- 2005 : Six Feet Under : Roberta (1 épisode)
- 2005 : Las Vegas : Dottie Arkin (1 épisode)
- 2005 : Earl : Gertrude Balboa (1 épisode)
- 2005-2008 : American Dad! : la vieille dame (2 épisodes)
- 2006 : Kuzco, un empereur à l'école : Azma (1 épisode)
- 2006-2012 : Les Griffin : Tante Hélène et une vieille dame (2 épisodes)
- 2006 : Ned ou Comment survivre aux études : Mme Knapp (1 épisode)
- 2006 : Hannah Montana : Kathrine McCord (1 épisode)
- 2007 : In Case of Emergency : Rose (1 épisode)
- 2007 : Cold Case : Affaires classées : Audrey Abruzzi en 2007 (1 épisode)
- 2009 : According to Jim : Emily Rose (1 épisode)
- 2011 : Shameless : la véritable Tante Ginger (1 épisode)
- 2013 : New Girl : Tante Ruthie (1 épisode)